# MINAKO (アルバム)
『MINAKO』（ミナコ）は、1975年10月25日に発売された吉田美奈子通算2作目のスタジオ・アルバム。

## 解説
RVC移籍第一弾アルバム。1973年にリリースされたデビュー・アルバム『扉の冬』は全曲自作曲だったが、本作では自作のほか、カバー曲や提供曲が収録されている。
1981年の再発売（オリジナル・エバーグリーン・シリーズ）では「移りゆくすべて」の冒頭のイントロが「オーバーチュアー〜美奈子のテーマ」（有馬すすむ 作・編曲）とクレジットされ、「移りゆくすべて」の前に表記された。

## アートワーク、パッケージ
アルバムの帯には以下のキャッチコピーが記載されている。
本作は『扉の冬』に続くセカンド・アルバムであるが、「デビュー・アルバム」と記載されている。

## 収録曲

### Side 1
1. 移りゆくすべてに (Everything Must Change)  –  (8:03)
  - 作詞・作曲：Benard Ighner、訳詞：吉田美奈子、編曲：有馬すすむ
  - 原曲はQuincy Jones1974年のアルバム『Body Heat』収録曲（歌唱はBenard Ighner）。
2. レインボー・シー・ライン  –  (3:54)
  - 作詞：吉田美奈子、作曲：佐藤博、編曲：有馬すすむ · 佐藤博
  - 後に佐藤博がアルバム『SUPER MARKET』（1976年）にて、「レインボー・シーライン」のタイトルでセルフカバーしているほか、アルバム『ORACLE』（1996年）では「朝は君に」と「レインボー・シー・ライン」のメドレーによる「朝は君に〜レインボー・シー・ライン」として、“Mickey”こと神崎まきの歌唱で再度セルフバーしている。
3. 住みなれた部屋で  –  (4:44)
作詞 · 作曲：吉田美奈子、編曲：有馬すすむ · 佐藤博
4. わたし  –  (3:19)
作詞 · 作曲：大瀧詠一、編曲：多羅尾伴内 · 稲垣次郎

### Side 2
1. 夢を追って  –  (5:56)
作詞：吉田美奈子、作曲：佐藤博、編曲：有馬すすむ · 佐藤博
2. チャイニーズ・スープ  –  (2:33)
作詞 · 作曲：荒井由実、編曲：佐藤博
  - 荒井由実のアルバム『COBALT HOUR』（1975年）収録曲のカヴァー。1975年12月にプロモ・オンリー・7インチシングル盤（規格品番：JRT-536）が制作された。
3. パラダイスへ  –  (2:53)
作詞：荒井由実、作曲 · 編曲：佐藤博
佐藤博がシングル「いとしのマリー」（1977年）のB面でセルフカバーしている。
4. 時の中へ  –  (5:38)
作詞 · 作曲：吉田美奈子、編曲：佐藤博
5. ろっかばいまいべいびい  –  (5:29)
  - 作詞 · 作曲：細野晴臣、編曲：佐藤博
  - 細野晴臣のアルバム『HOSONO HOUSE』（1973年）収録の同名曲のカヴァー。

## クレジット
| - 有馬すすむ（これま） - 佐藤博（うなぎ） - 吉原真紀子（ベティー・ブー・ブー） |

|  | キーボード |

|                                         |
| - 村上秀一（ポンタ） - 林立夫（ミッチ） |

|  | ドラム |

|                  |
| 高水健司（大仏） |

|  | ベース |

|                        |
| 細野晴臣（トロピカル） |

|  | ベース、アコースティック・ギター |

|                                                                     |
| - 伊藤銀次（ヨーヨー） - 大村憲司 - 松木恒秀（ヒデボー） - 山下達郎 |

|  | ギター |

|                      |
| 鈴木茂（カンフー!!） |

|  | エレクトリック&アコースティック・ギター |

| 浜口茂外也（スーパーサーファー） |

|  | パーカッション&フルート |

|                    |
| 村岡建（カセット） |

|  | サクソフォーン |

|                          |
| 新井英治（チャンピオン） |

|  | トロンボーン |

|                                                                                   |
| - 吉田美奈子 - 大滝詠一（ナイアガラ） - 山下達郎 - 矢野顕子 - 伊集加代子 - 佐藤博 |

|  | バックグラウンド・ヴォーカル |

| （但し、「チャイニーズ・スープ」は、吉田美奈子） |
|                                                  |

| ** | 編曲 佐藤博                                            |
| *  | - オーケストレーション、ストリングス - 編曲 有馬すすむ |

| *** 編曲 多羅尾伴内, 稲垣次郎                                                      |
|                                                                                    |
| プロデューサー 村井邦彦                                                            |
|                                                                                    |
| アシスタント 宮住俊介                                                              |
| エンジニア 吉沢典夫                                                                |
| - レコーディング、リミックス於スタジオ“A” - 東京・芝浦 - 1975年 自8月21日至9月11日 |
|                                                                                    |
| アート・ディレクション 佐藤憲吉（ペーター）                                        |
| フォトグラフ 小暮徹（タイガー）                                                    |
| ヘアー・デザイン 松村真佐子（ラブリー）                                            |
| メイク・アップ 佐藤健吉                                                            |
| イラストレイション 佐藤健吉                                                        |
| グラフィック・デザイン 佐藤健吉・加藤美和子（キューティー）                        |
| コスチューム 宮里あんこ（エレガンス）                                              |
| スタイリスト 宮谷史子（タイト）                                                    |

### レコーディング・メンバー
- 有馬すすむ（これま）- Keyboards
- 佐藤博（うなぎ）- Keyboards、Background Vocals
- 吉原真紀子（ベティー・ブー・ブー）- Keyboards
- 村上秀一（ポンタ） - Drums
- 林立夫（ミッチ） - Drums
- 高水健司（大仏） - Bass
- 細野晴臣（トロピカル） - Bass、Acoustic Guitar
- 伊藤銀次（ヨーヨー） - Guitar
- 大村憲司 - Guitar
- 松木恒秀（ヒデボー） - Guitar
- 山下達郎  - Guitar、Background Vocals
- 鈴木茂（カンフー!!） - Electric Guitar、Acoustic Guitar
- 浜口茂外也（スーパーサーファー） - Percussion、Flute
- 村岡建（カセット） - Saxophone
- 新井英治（チャンピオン） - Trombone
- 吉田美奈子 - Background Vocals
- 大瀧詠一（ナイアガラ）- Background Vocals
- 矢野顕子 - Background Vocals
- 伊集加代子 - Background Vocals

### スタッフ
- Produced：村井邦彦
- Assisted：宮住俊介
- Engineered：吉沢典夫
- Recording & Remixed：Studio“A”（東京・芝浦）1975年8月21日 – 9月11日
- Art Direction、Make-up、Illustration：佐藤憲吉（ペーター）
- Photograph：小暮徹（タイガー）
- Hair Design：松村真佐子（ラブリー）
- Graphic Design：佐藤健吉・加藤美和子（キューティー）
- Costume：宮里あんこ（エレガンス）
- Stylist：宮谷史子（タイト）

## 吉田保リマスタリングシリーズ

### 解説
2014年、ミキサー吉田保が、かつて手掛けたアーティストを中心にリマスタリングを手掛けた「吉田保リマスタリング・シリーズ」の第1弾リリース13タイトルの一枚としてリイシューされたが、初回出荷分のCD商品帯部分の表記で「チャイニーズ・スープ」が「チャイニーズ・フード」となっていたため、希望者にはソニー・ミュージックから、良品帯が商品届け先に送付された。

### 収録曲
1. 移りゆくすべてに (Everything Must Change)  –  (8:03)[2]
2. レインボー・シー・ライン  –  (3:55)[2]
3. 住みなれた部屋で  –  (4:45)[2]
4. わたし  –  (3:19)[2]
5. 夢を追って  –  (5:57)[2]
6. チャイニーズスープ  –  (2:35)[2]
7. パラダイスへ  –  (2:53)[2]
8. 時の中へ  –  (5:39)[2]
9. ろっかばいまいべいびい  –  (5:29)[2]

### スタッフ
| [Reissue Staff] |
| Remastered by Tamotsu Yoshida                                                                                      |
| A&R Director : Hiroshi Fujiyoshi (SMDR) A&R Coordination : Shigeru Takise (SMDR)                                   |
| Art Direction & Design : Ikuma Uehara (SMC) Product Coordination : Yuko Mori, Eiichiro Ohshima, Yuki Kaihori (SMC) |
| Web Promotion : Masami Adachi, Hiroyuki Ayusawa, Yuka Yano (SMDR)                                                  |
| Sales Planner : Keisuke Ikuta, Yuya Kouno, Hiroyo Kihara (SMM)                                                     |

| Thanks to | - Kisaku Nasu (Tower Records Japan Inc.), Akihiro Takeda (Stereo Sound), - Hiroyuki Shiotsuki, Shizuka Tsuchiya (Sony Music Studios Tokyo), Daitetsu Kuroki (SMM) |

## 発売形態
| 発売日         | 発売元                         | 規格         | 品番       | 備考 |
| -------------- | ------------------------------ | ------------ | ---------- | --- |
| 1975年10月25日 | RCA ⁄ RVC                      | LP           | RVH-8001   | |
| 1975年10月25日 | RCA ⁄ RVC                      | CT           | RCJ-1084   | |
| 1977年         | RCA ⁄ RVC                      | LP           | RVL-8019   | |
| 1977年         | RCA ⁄ RVC                      | CT           | RCJ-1561   | |
| 1981年         | RCA ⁄ RVC                      | LP           | RHL-2005   | - オリジナル・エバーグリーン・シリーズ - ジャケットの色合いがオリジナル・アナログ盤と比べて明るい。                                                                |
| 1981年         | RCA ⁄ RVC                      | CT           | RHT-2005   | オリジナル・エバーグリーン・シリーズ |
| 1989年11月21日 | RCA ⁄ BMGビクター              | CD           | B25D-13015 | - 初CD化 - NICE PRICE ¥2,500シリーズの1枚。ジャケットの色合いはオリジナル・エバーグリーン・シリーズと同じで、縁が白い。                                            |
| 1994年10月21日 | RCA ⁄ BMGビクター              | CD           | BVCR-8007  | - Q盤シリーズ - 歌詞カード簡略化、スリムケース。ジャケットの色合いはオリジナル・エバーグリーン・シリーズと同じで、縁が白い。                                       |
| 1999年6月23日  | RCA ⁄ BMG JAPAN                | CD           | BVCK-38015 | - RCA CD名盤選書シリーズ - 1999年リマスタリング。ジャケットはオリジナル・アナログ盤を再現。                                                                        |
| 2004年9月22日  | RCA ⁄ BMG JAPAN                | CD           | BVCK-37111 | - 紙ジャケット仕様初回限定盤 - 1999年リマスタリング。ジャケットはオリジナル・エバーグリーン・シリーズを元に復刻。 - 「オーバーチュアー〜美奈子のテーマ」表記あり。 |
| 2014年5月11日  | Ariola Japan ⁄ GT music ⁄ SMDR | Blu-spec CD2 | MHC7 30002 | - 吉田保リマスタリング・シリーズ - 2014年リマスタリング/Blu-spec CD2仕様。                                                                                         |